# سرو گوردو (تنسی)
سرو گوردو (به انگلیسی: Cerro Gordo) یک منطقهٔ مسکونی در ایالات متحده آمریکا است که در شهرستان هاردین، تنسی واقع شده‌است. سرو گوردو ۱۲۴٫۰۶ متر بالاتر از سطح دریا واقع شده‌است.